# Barqusya
Barqusya ou Barkousia (en arabe : بركوسيا ) est un ancien village arabe palestinien qui se trouvait à 31 km au nord-ouest d'Hébron. Dépendant du sous-district d'Hébron dans la Palestine mandataire, il a été privé de sa population lors de la guerre de 1948.

## Toponymie
Edward Henry Palmer (en) identifie le nom du village à un terme arabe signifiant « mélangé », « bigarré ».

## Histoire

### Période ottomane

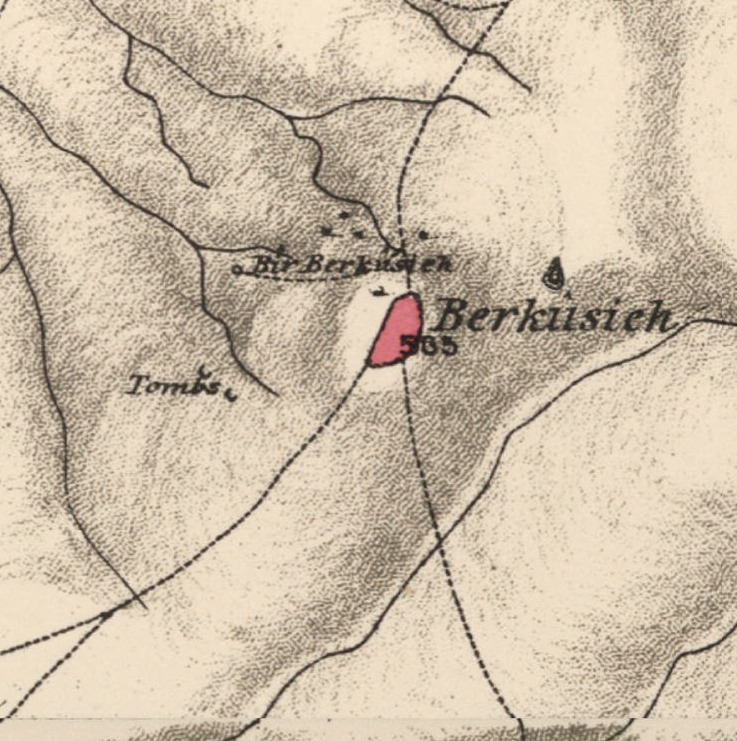
Barqusya et ses environs sur une carte des années 1870.

En 1838, Barqusya est répertorié en tant que village musulman de la région de Gaza, « un peu plus grand » que Bil'in (en).
En 1863, Victor Guérin y compte environ 150 habitants. Il relève qu'il est situé sur une colline basse, plantée de figuiers au nord.
Une liste officielle des villages ottomans établie dans les années 1870 y dénombre 28 maisons et une population masculine de 72 hommes,.
En 1883, le Survey of Western Palestine (en) du PEF le décrit ainsi : « Un village de taille moyenne, sur une colline bien en vue. Les maisons sont de terre et de pierre. Il y a un beau puits, semblable à celui de Summeil (en), à l'ouest du village, et des tombes taillées dans la roche au sud-ouest ».
En 1896, la population du village est estimée à 171 personnes.

### Mandat britannique
Le recensement de la Palestine de 1922, conduit par les autorités mandataires britanniques, attribue à Barqusya une population de 198 habitants, tous musulmans, qui passe au recensement de 1931 à 258 habitants, occupant 53 maisons.
Dans les statistiques de 1945 (en), la population du village se monte à 330 habitants musulmans et sa superficie à 3216 dounams, dont 28 destinés aux plantations et aux terres irrigables et 2 460 aux céréales, pour 31 dounams de terrains bâtis (urbains).

### Guerre de 1948 et État d'Israël
Le village s'est trouvé vidé de sa population pendant la guerre israélo-arabe, le 9 juillet 1948, dans le cadre de l'opération An-Far,,,.
En 1992, le site du village était ainsi décrit: « Il ne reste plus aucune maison. On aperçoit quelques tombes parmi les pousses de sétaire et de khubbayza (mauve). Sur le bâti de l'une d'entre elles repose une pierre tombale gravée. Il y a aussi les vestiges d'un puits . Des cactus et divers arbres, parmi lesquels des palmiers, poussent sur le site. Il sert de pâturages aux agriculteurs israéliens, qui cultivent également des raisins et des fruits ».